# Kubilay Ençü
Kubilay Ençü (* 10. Januar 2001) ist ein türkischer Sprinter und Hürdenläufer, der sich auf die 400-Meter-Distanz spezialisiert hat.

## Sportliche Laufbahn
Erste internationale Erfahrungen sammelte Kubilay Ençü im Jahr 2018, als er bei den U18-Balkan-Hallenmeisterschaften in Istanbul in 48,82 s die Silbermedaille über 400 Meter gewann. Im Juli schied er bei den U18-Europameisterschaften in Győr mit 56,38 s in der Vorrunde im 400-Meter-Hürdenlauf aus und gewann mit der türkischen Sprintstaffel (1000 Meter) in 1:53,84 min die Silbermedaille. Im Jahr darauf gewann er bei den Balkan-Hallenmeisterschaften in Istanbul in 3:14,40 min die Silbermedaille in der 4-mal-400-Meter-Staffel und Anfang Juli gewann er bei den U20-Balkan-Meisterschaften in Cluj-Napoca in 48,40 s die Bronzemedaille im 400-Meter-Lauf. Kurz darauf siegte er mit der Staffel in 3:08,34 min bei den U20-Europameisterschaften in Borås. 2020 siegte er in 3:18,84 min mit der Staffel bei den U20-Balkan-Hallenmeisterschaften in Istanbul und im September siegte er bei den Freiluftmeisterschaften ebendort in 48,30 s die Goldmedaille über 400 Meter und sicherte sich im Staffelbewerb in 3:14,54 min die Silbermedaille. 2021 schied er bei den Halleneuropameisterschaften in Toruń mit 48,02 s in der ersten Runde über 400 Meter aus und im Mai verpasste er bei den World Athletics Relays in Chorzów mit 3:20,98 min den Finaleinzug in der Mixed-Staffel. Im Juli belegte er dann bei den U23-Europameisterschaften in Tallinn in 3:06,57 min den vierten Platz in der Männerstaffel. Im Jahr darauf gewann er bei den Balkan-Meisterschaften in Craiova in 3:08,48 min die Silbermedaille mit der Staffel hinter dem ukrainischen Team und anschließend verpasste er bei den Europameisterschaften in München mit 3:06,68 min den Finaleinzug.
2023 startete er mit der 4-mal-400-Meter-Staffel bei den Halleneuropameisterschaften in Istanbul und belegte dort mit neuem Landesrekord von 3:09,41 min den sechsten Platz. Im Juli schied er bei den U23-Europameisterschaften in Espoo mit 47,44 s in der ersten Runde über 400 Meter aus und gewann mit der Staffel in 3:03,04 min die Silbermedaille hinter dem italienischen Team. Anschließend schied er bei den World University Games in Chengdu mit 46,74 s im Halbfinale im Einzelbewerb aus und siegte mit der Staffel in 3:03,46 min. Bei den World Athletics Relays 2024 auf den Bahamas kam er in der 4-mal-400-Meter-Staffel zum Einsatz und im Jahr darauf wurde er bei der 2. Liga der Team-Europameisterschaft in Maribor in 3:21,72 min Sechster im A-Lauf in der Mixed-Staffel. Anschließend schied er bei den World University Games in Bochum mit 47,40 s im Halbfinale über 400 Meter aus und verpasste mit der Mixed-Staffel in 3:29,80 min den Finaleinzug. Zudem gewann er mit der Männerstaffel in 3:04,40 min die Bronzemedaille hinter den Teams aus Polen und den Vereinigten Staaten.

## Persönliche Bestzeiten
- 400 Meter: 46,40 s, 13. Juni 2021 in Erzurum
  - 400 Meter (Halle): 47,45 s, 20. Februar 2021 in Istanbul
- 400 m Hürden: 52,07 s, 5. Juli 2023 in Izmir